# Ana Derșidan-Ene-Pascu
Ana Derșidan-Ene-Pascu, även känd som enbart Ana Pascu, född 22 september 1944 i Bukarest, Rumänien, död 6 april 2022, var en rumänsk fäktare.
Derșidan-Ene-Pascu tog OS-brons i damernas lagtävling i florett i samband med de olympiska fäktningstävlingarna 1972 i München.